# تمرد ميسواري 2001
تمرد ميسواري هو تمرد وقع عام 2001 من قبل الجبهة الوطنية لتحرير مورو ضد الحكومة الفلبينية خلال فترة رئاسة غلوريا ماكاباغال أرويو بقيادة نور ميسواري مؤسس الجبهة الوطنية لتحرير مورو. بدأ التمرد في 19 نوفمبر 2001 عندما هاجم أفراد من الجبهة الوطنية لتحرير مورو الموالين لميسواري مقر الجيش الفلبيني في جولو سولو في الفلبين، كان الهدف من الهجوم هو تعطيل منطقة الحكم الذاتي في انتخابات مينداناو الإسلامية المقرر إجراؤها في 26 نوفمبر من ذلك العام، والتي حلت محل ميسوارى في نهاية المطاف كحاكم.

## خلفية
في عام 1996 وقع نور ميسواري اتفاق سلام مع الحكومة الفلبينية، أدى الاتفاق إلى إنشاء منطقة الحكم الذاتي لمسلمي مينداناو، أصبح ميسواري أول محافظ للمنطقة. في أبريل من عام 2000 أطاح أعضاء جبهة مورو بميسواري كرئيس لجبهة مورو للتحرير الوطني، برر أعضاء الجبهة عملهم بسوء أداء ميسواري غير الكفوء كحاكم لمينداناو، وحل محله لجنة سميت بلجنة الخمسة عشر، وهي القيادة المركزية لجبهة التحرير الوطنية، وذكرت الرئيسة آنذاك جلوريا ماكاباجال أرويو أن هناك مبلغ 43 مليار فلبيني لم تصرف ولم يعرف مصيرها، ووجهة بعثة الرصد والتحقق والتفتيش لتقصي الحقائق.
اختارت أرويو الدكتور باروك حسين عضو لجنة الخمسة عشر كمرشح للإدارة كحاكم منطقة الحكم الذاتي لمسلمي مينداناو، وحصل حسين على هذا المنصب، وذكر أنه سيركز على مراجعة الموارد المالية والإدارية للمنطقة. أعلن ميسواري الحرب على حكومة أرويو في 19 نوفمبر 2001، بسبب إطاحته من قيادة جبهة مورو للتحرير الوطني وفقدان منصب حاكم المنطقة.

## التمرد
ذكرت الحكومة الفلبينية أن ميسواري أطلق تمردًا مسلحًا في جزيرة جولو لتقويض الانتخابات لمنصب حاكم الحركة والتي كان يشغلها. بدأ أعضاء من جبهة مورو للتحرير الوطني الموالين لميسواري في مهاجمة المواقع العسكرية للجيش الفلبيني، تسببت الأعمال القتالية في وقوع مئات القتلى معظمهم من رجال ميسواري، وأصيب العديد منهم بالإضافة للعديد من المدنيين. في مدينة زامبوانجا تولى 300 من رجال جبهة مورو للتحرير الوطني بقيادة جولهامبري ميسواري ابن أخ نور ميسوارى، مجمع حكومة كاباتانجان واحتجزوا سكان من الحي كرهائن.

## بعد التمرد
قدمت الحكومة الفلبينية اتهامات بالتمرد ضد نور ميسوارى في محكمة سولو، هرب ميسواري في من الملاحقة العسكرية، وكانت هناك تقارير تفيد بأنه قد لجأ إلى ماليزيا، وذكرت تقارير أخرى أن جماعة أبو سياف كانت تختبئه في جولو. تم القبض على ميسواري من قبل قوات الشرطة الملكية الماليزية بعد أيام قليلة من القتال، وتم تسليمه إلى الفلبين واتهم بالتمرد، ولكن أطلق سراحه في نهاية المطاف وذلك في عام 2008، وتم إسقاط كل التهم الموجهة ضده. بعد خمس سنوات، أدى توغل مسلح في مدينة زامبوانغا على يد القوات الموالية لنور ميسواري إلى أزمة مدينة زامبوانغا في عام 2013.